# Ramphia quadriplaga
Ramphia quadriplaga là một loài bướm đêm trong họ Erebidae.